# Geme
Geme is een plaats (freguesia) in de Portugese gemeente Vila Verde en telt 474 inwoners (2001).